# Glamsbjerg Kirkedistrikt
Glamsbjerg Kirkedistrikt er var et sogn i Assens Provsti (Fyens Stift). I Glamsbjerg Kirkedistrikt lå Glamsbjerg Kirke.
Den 1. oktober 2010 blev sognet en del af Køng Sogn.